# Couvonges
Couvonges es una comuna francesa situada en el departamento de Mosa, en la región de Gran Este.

## Demografía
| 182 | 128 | 115 | 107 | 108 | 112 | 153 |
| Para los censos de 1962 a 1999 la población legal corresponde a la población sin duplicidades (Fuente: INSEE [Consultar]) |     |     |     |     |     |     |